# DECCA (navigation)
Pour les articles homonymes, voir Decca.
Le Système DECCA  était un système de radionavigation hyperbolique en LF (70 à 127 kHz). Il fut développé pendant la seconde guerre mondiale par les alliés pour permettre des débarquements précis. Comme pour le LORAN, son but principal était la navigation maritime côtière. Il fut utilisé largement par les pêcheurs après la guerre, ainsi qu'en aéronautique. Le système fut déployé en Manche et mer du Nord, et utilisé également pour le positionnement des plates-formes pétrolières. Il fut arrêté au printemps 2000, dépassé en performances par le GPS.

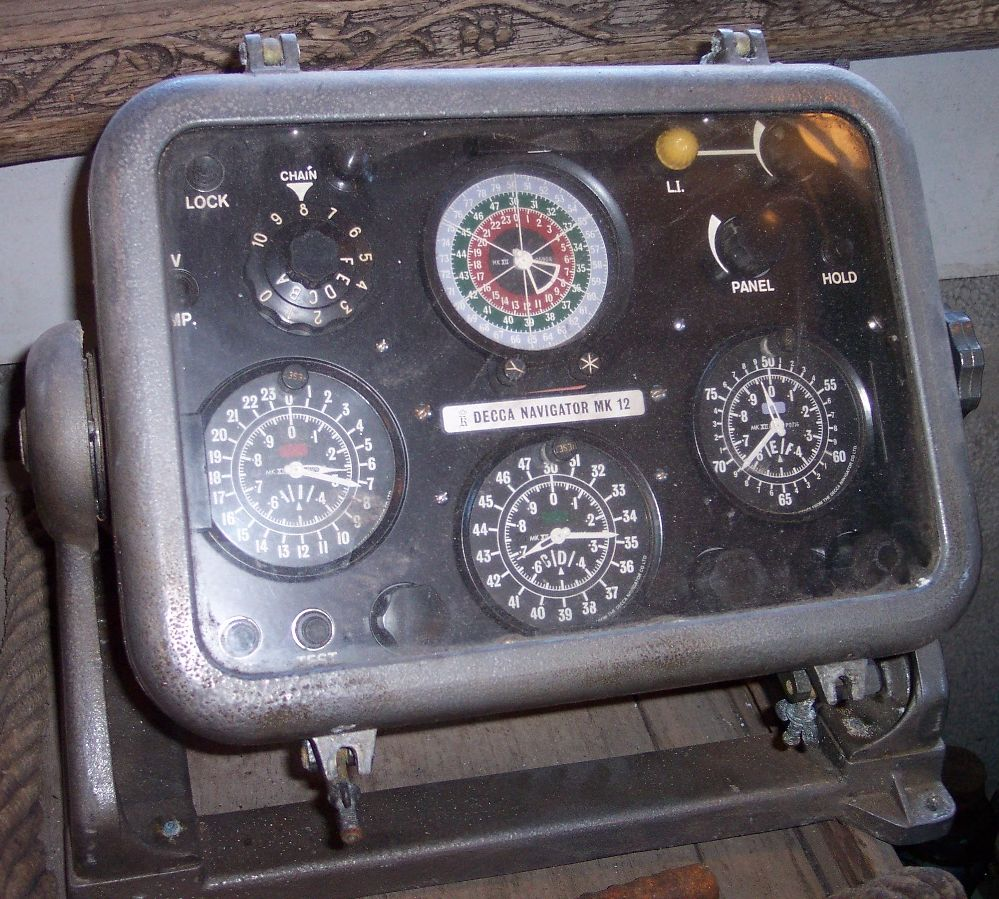
Decca Navigator Mk 12

## Fonctionnement

### Principes

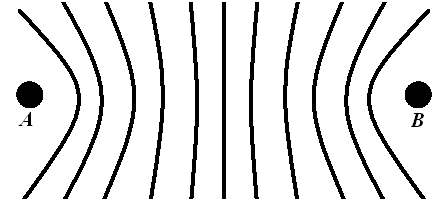
La mesure de différence de phase donne des lieux de position hyperboliques.

Le système DECCA est composé de stations terrestres organisée en chaînes.
Chaque chaîne comporte une station maître et trois (parfois deux) stations esclave, repérées en jargon DECCA "Rouge", "Vert" et "Violet". Idéalement, les esclaves seraient aux sommets d'un triangle équilatéral, et le maître au centre. La ligne de base, ou distance entre maître et esclaves, est d'environ 60~120 milles .
Chaque station transmet un signal continu ; les stations "esclaves" sont synchronisées par la station "maître". Les lignes correspondant aux points d'égal déphasage entre les signaux de la station maître et de chaque esclave forment des hyperboles ; les trois réseaux d'hyperboles correspondant aux trois esclaves sont tracés en "Rouge" "Vert" et "Violet" sur les cartes marines spéciales "DECCA".
Pour déterminer le point, on mesure le déphasage entre les signaux issus de la station maître et ceux issus de chacun des esclaves ; ces déphasages (exprimés en "hyperboles entières" ou chenaux, et "fractions d'hyperbole") permettent par interpolation dans les réseaux de courbes tracés sur la carte de tracer trois "lieux de position" : le récepteur se trouve à l'intersection de ces lieux. La précision est d'autant meilleure que l'angle d'intersection des lieux de position est grand ; la taille du "triangle" constitué par ces intersections renseigne sur la précision du point : plus la surface du triangle est grande, moins la précision de la position est bonne.

### Détails de fonctionnement

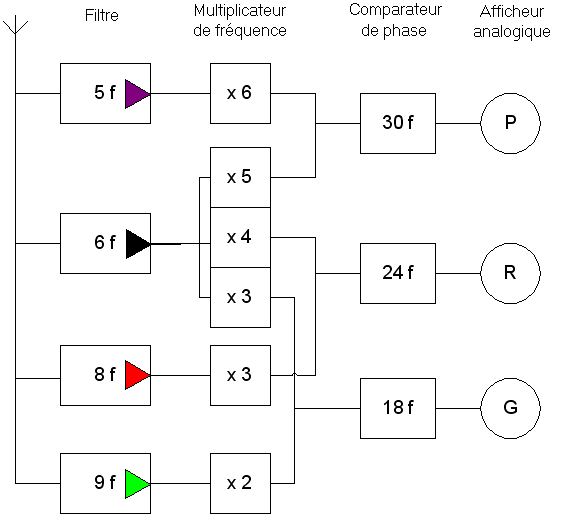
synoptique d'un récepteur Decca

Si deux stations émettent à la même fréquence et en phase, la différence de phase entre les deux signaux est constante sur une trace hyperbolique ; cependant, si toutes les stations émettaient à la même fréquence, il serait impossible de les distinguer. Afin de permettre cette séparation, chaque chaîne est définie par une fréquence nominale unique de base (1f), et les stations d'une chaîne émettent à des fréquences différents de la fréquence de base, comme suit:
| Station        | Harmonique | Frequence (kHz) |
| -------------- | ---------- | --------------- |
| Maître         | 6f         | 85.000          |
| Esclave violet | 5f         | 70.833          |
| Esclave rouge  | 8f         | 113.333         |
| Esclave vert   | 9f         | 127.500         |

Ces fréquences sont données pour la chaîne 5B, (dite chaîne anglaise), mais toutes utilisent la même bande de fréquences comprise entre 70 et 129 kHz.
Les récepteurs multiplient les signaux reçus des maître et esclaves par des constantes pour obtenir une fréquence commune de comparaison (plus petit commun multiple), comme suit:
| Voie   | Harmonique esclave | Multiplicateur | Harmonique maître | Multiplicateur maître | Fréquence commune |
| ------ | ------------------ | -------------- | ----------------- | --------------------- | ----------------- |
| Violet | 5f                 | 6              | 6f                | 5                     | 30f               |
| Rouge  | 8f                 | 3              | 6f                | 4                     | 24f               |
| Vert   | 9f                 | 2              | 6f                | 3                     | 18f               |

C'est la comparaison des phases sur cette fréquence commune qui donne les lignes de position hyperboliques. L'intervalle entre deux hyperboles adjacentes est appelé "chenal". Comme la longueur d'onde de la fréquence de comparaison est faible devant la distance entre Maître et esclaves, il y de nombreuses lignes de position possibles, qui nécessitent un lever d'ambigüité (identification du chenal DECCA).

## Identification des chenaux
Les premiers récepteurs identifiaient le chenal grâce à des "deccamètres" avec comptage de tours. Connaissant le point de départ, ou au passage à une position de référence connue, ou encore en coupant la ligne "maître"-"esclave", il était possible de lever l'ambigüité. Ces récepteurs donnaient la position en "coordonnées DECCA" selon le réseau des hyperboles numérotées de la carte.
L'adjonction du procédé Multipulse, a permis de lever automatiquement l'ambigüité de chenal. Le principe était d'émettre périodiquement pendant un temps bref la même fréquence en cohérence de phase (5f, 6f, 8f et 9f) , permettant au récepteur d'extraire la phase de la fréquence de base. Une émission à 8,2f (signal "Orange") fut ajoutée également pour améliorer encore le lever de doute.

## Récepteurs Decca

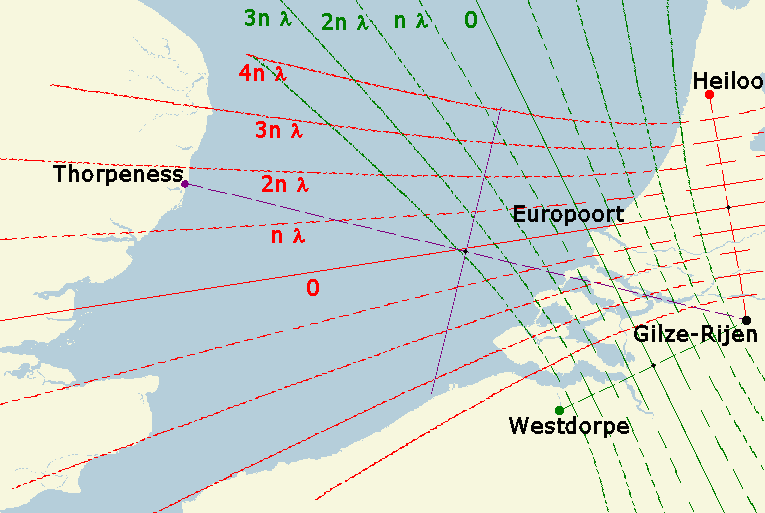
exemple de chenaux Decca

La société Decca a eu longtemps l'exclusivité de la distribution des récepteurs, et développé plusieurs versions Mk1 puis Mk2 (photo en tête de page). Un récepteur Decca des années 1950 utilisait presque une centaine de tubes électroniques, et comportait, outre l'antenne 100 kHz, trois unités distinctes :
- le boîtier afficheur muni des "deccamètres" électromécaniques, à monter sur la passerelle du navire ;
- un boîtier électronique volumineux ;
- une alimentation convertissant le réseau de bord 24 V en haute tension pour les tubes électroniques, utilisant souvent un "dynamotor" (moteur-dynamo combinée), consommant plus de 100 W.

L'apparition des semi-conducteurs a permis de réduire le volume et le poids, avec des afficheurs à état solide, et les derniers récepteurs munis de microprocesseurs calculaient directement la position en latitude et longitude.

## Portée et précision
Le jour, la portée était d'environ 400 milles et descendait à 250 milles la nuit, selon les conditions de propagation.
La précision dépend:
- de la largeur des chenaux ;
- de l'angle de croisement des hyperboles ;
- des erreurs de mesure ;
- des erreurs dues à la propagation.

Le jour, ces erreurs allaient de quelques mètres sur une ligne de base à un mille en limite de portée. La nuit les erreurs augmentaient, et avant l'apparition du système de "multipulse" des sauts d'hyperboles étaient possibles.